# Columbus (Texas)
Columbus és una població dels Estats Units a l'estat de Texas. Segons el cens del 2000 tenia 3.916 habitants.

## Demografia
Segons el cens del 2000, Columbus tenia 3.916 habitants, 1.497 habitatges, i 946 famílies. La densitat de població era de 536,2 habitants/km².
Dels 1.497 habitatges en un 28,4% hi vivien nens de menys de 18 anys, en un 45,8% hi vivien parelles casades, en un 14% dones solteres, i en un 36,8% no eren unitats familiars. En el 33% dels habitatges hi vivien persones soles el 19,6% de les quals corresponia a persones de 65 anys o més que vivien soles. El nombre mitjà de persones vivint en cada habitatge era de 2,4 i el nombre mitjà de persones que vivien en cada família era de 3,04.
Per edats la població es repartia de la següent manera: un 23,4% tenia menys de 18 anys, un 8,2% entre 18 i 24, un 24,2% entre 25 i 44, un 19,6% de 45 a 60 i un 24,5% 65 anys o més.
L'edat mediana era de 40 anys. Per cada 100 dones de 18 o més anys hi havia 84,2 homes.
Entorn del 15,5% de les famílies i el 20,5% de la població estaven per davall del llindar de pobresa.

## Poblacions més properes
El següent diagrama mostra les poblacions més properes.